# Piesma cinereum
Piesma cinereum är en insektsart som först beskrevs av Thomas Say 1832.  Piesma cinereum ingår i släktet Piesma och familjen mållskinnbaggar. Inga underarter finns listade i Catalogue of Life.